# Solaro (Korsika)
Solaro (korsisch U Sulaghju) ist eine Gemeinde im französischen Département Haute-Corse auf der Mittelmeerinsel Korsika. Sie gehört zum Kanton Fiumorbo-Castello im Arrondissement Corte. Die Bewohner nennen sich die Solarais oder Sulaghjinchi. Der Dorfkern liegt auf 682 Metern über dem Meeresspiegel. Zur Gemeindegemarkung gehören auch die Weiler Pielza, Puzzone und Chiola.

## Geografie, Infrastruktur
Solaro ist die südlichste Gemeinde des Départements Haute-Corse. Sie grenzt im Norden an Ventiseri, im Osten an das Tyrrhenische Meer, im Südosten an Sari-Solenzara, im Südwesten an Quenza, im Westen an Zicavo und im Nordwesten an Chisa. Der Küstenfluss Travo bildet die Grenze zu Sari-Solenzara und somit zum Département Corse-du-Sud. Zwischen der Meeresküste und der Route nationale 198 gibt es mindestens drei Campingplätze.

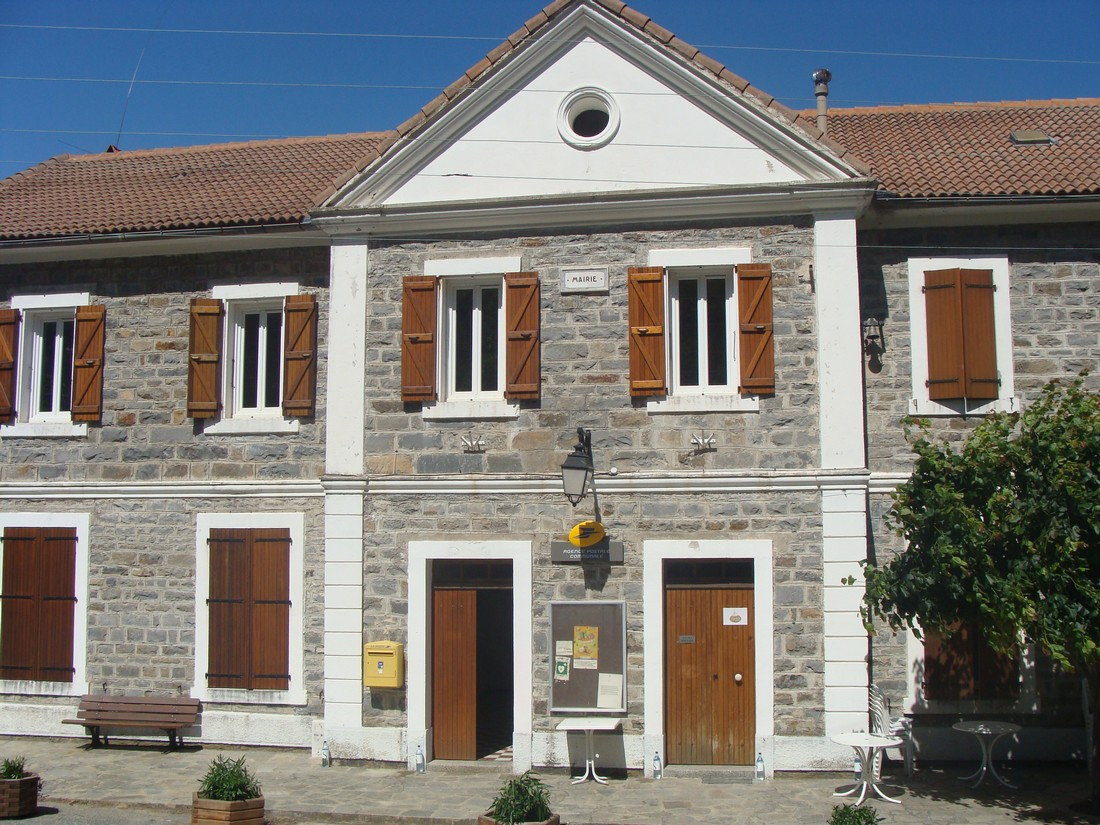
Mairie Solaro
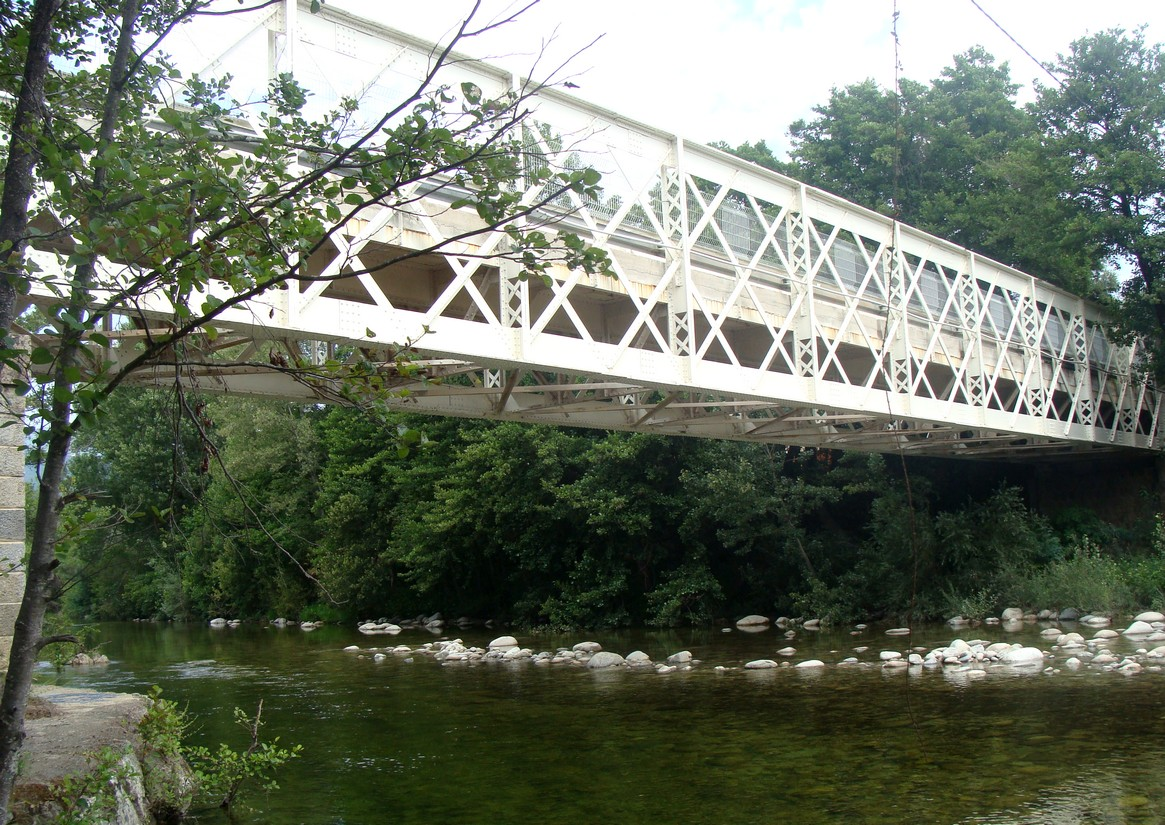
Ehemalige Eisenbahnbrücke über den Küstenfluss Travo
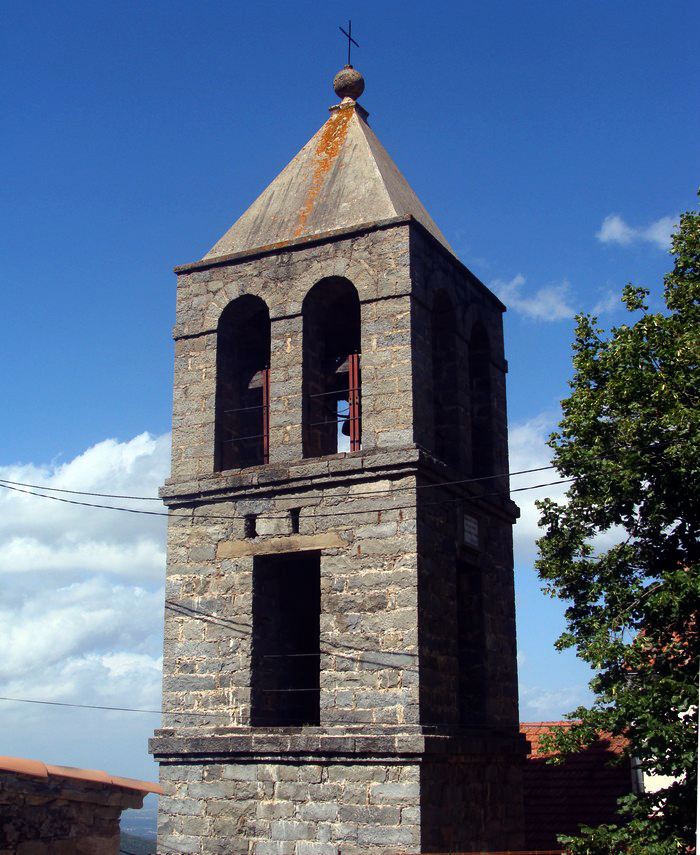
Kirchturm von Solaro
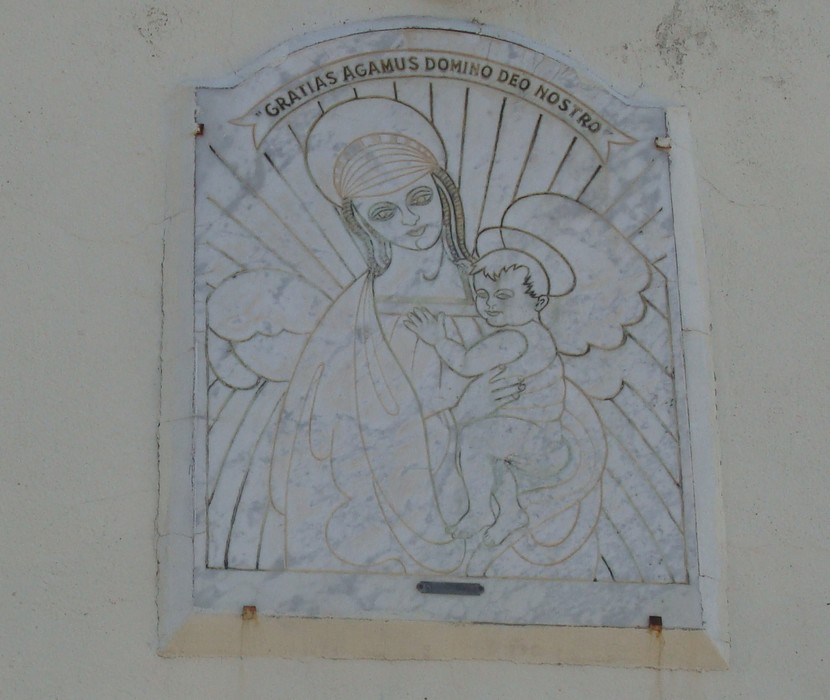
Darstellung der Maria mit dem Jesuskind an der Kirchenfassade

## Bevölkerungsentwicklung
| Jahr      | 1962 | 1968 | 1975 | 1982 | 1990 | 1999 | 2008 | 2017 |
| --------- | ---- | ---- | ---- | ---- | ---- | ---- | ---- | ---- |
| Einwohner | 310  | 291  | 309  | 477  | 476  | 583  | 651  | 706  |